# 永田一真
永田 一真（ながた かずま、2000年4月26日 - ）は、岡山県出身のサッカー選手。ヴァンラーレ八戸所属。ポジションは MF、FW。

## 来歴
岡山学芸館高校では1年次から主力を担い、3年次には主将を務め選手権出場に貢献。大学は福岡大学へ進学。
大学4年次には九州大学リーグでMVPを獲得。
2022年12月5日、テゲバジャーロ宮崎への2023シーズンからの加入内定が発表された。
2023年3月5日、J3リーグ第1節・長野戦で初出場・初スタメン。その後も出場を続け、迎えたアウェイでの第7節・鹿児島で開始1分に先制点となるJ初ゴールを上げると63分、69分にもゴールをあげハットトリックを達成した。
2023年12月21日、ヴァンラーレ八戸へ完全移籍する事が発表された。

## 所属クラブ
- 城東台FC
- ヒーロ備前ジュニアユース
- 岡山学芸館高等学校
- 福岡大学
- 2023年  テゲバジャーロ宮崎
- 2024年 -  ヴァンラーレ八戸

## 個人成績
| 国内大会個人成績 | 国内大会個人成績 | 国内大会個人成績 | 国内大会個人成績 | 国内大会個人成績 | 国内大会個人成績 | 国内大会個人成績 | 国内大会個人成績 | 国内大会個人成績 | 国内大会個人成績 | 国内大会個人成績 | 国内大会個人成績 |
| 年度             | クラブ           | 背番号           | リーグ           | リーグ戦         | リーグ戦         | リーグ杯         | リーグ杯         | オープン杯       | オープン杯       | 期間通算         | 期間通算         |
| 年度             | クラブ           | 背番号           | リーグ           | 出場             | 得点             | 出場             | 得点             | 出場             | 得点             | 出場             | 得点             |
| 日本             | 日本             | 日本             | 日本             | リーグ戦         | リーグ戦         | リーグ杯         | リーグ杯         | 天皇杯           | 天皇杯           | 期間通算         | 期間通算         |
| ---------------- | ---------------- | ---------------- | ---------------- | ---------------- | ---------------- | ---------------- | ---------------- | ---------------- | ---------------- | ---------------- | ---------------- |
| 2023             | 宮崎             | 80               | J3               | 37               | 5                | -                | -                | 2                | 1                | 39               | 6                |
| 2024             | 八戸             | 9                | J3               | 33               | 8                | 2                | 0                | 2                | 0                | 37               | 8                |
| 2025             | 八戸             | 80               | J3               |                  |                  |                  |                  |                  |                  |                  |                  |
| 通算             | 日本             | 日本             | J3               | 70               | 13               | 2                | 0                | 4                | 1                | 76               | 14               |
| 総通算           | 総通算           | 総通算           | 総通算           | 70               | 13               | 2                | 0                | 4                | 1                | 76               | 14               |

- Jリーグ初出場 - 2023年3月5日 J3第1節AC長野パルセイロ（ユニスタ）
- Jリーグ初得点 - 2023年4月16日 J3第7節鹿児島ユナイテッドFC （白波スタ）

## 選抜歴
- 2022年 デンソーカップ九州選抜

## タイトル
福岡大学
- 福岡サッカー選手権 (2020年、2021年)
- 九州大学リーグMVP (2022年)